# 沖縄刑務所

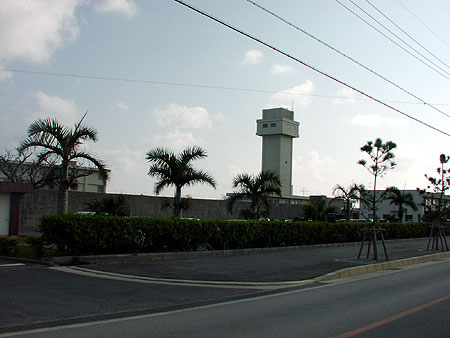
沖縄刑務所

沖縄刑務所（おきなわけいむしょ）は、法務省福岡矯正管区に属し、沖縄県南城市に所在する刑務所である。南城市市制施行前は日本で唯一村に所在する刑務所であった。
下部機関として八重山刑務支所、那覇拘置支所、宮古拘置支所を持つ。

## 所在地
- 沖縄県南城市知念（旧島尻郡知念村）字具志堅330[2]

- 那覇バスターミナルから南城市役所行きに乗車で終点から同市巡回バス『Nバス』B系統に乗り換え「沖縄刑務所前」バス停下車となる。那覇バスターミナルから南城市役所までは沖縄バスと東陽バスの共同運行となる。

## 収容分類級
- F級
- I級
- YA級
- YB級
- A級
- B級
- M級
- P級

外国人･禁固刑受刑者･若年者･初犯者･再犯者･心身障害者と幅広い分類の受刑者が集まる男子刑務所である。ただし、アメリカ統治下にあった期間および日本復帰後間もないころには、女子も収容されていた。

## 収容定員
- 319人

## 沿革

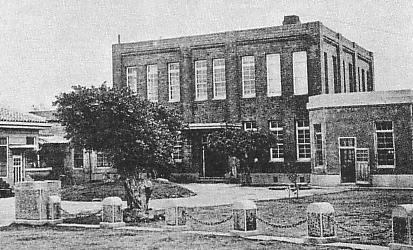
昭和戦前期の沖縄刑務所

- 1879年（明治12年）10月 - 沖縄県監獄署設置。
- 1903年（明治36年）10月 - 司法省に移管され沖縄監獄となる。
- 1922年（大正11年）10月 - 沖縄刑務所に改称。
- 1944年（昭和19年）
  - 8月 - 受刑者60人を鹿児島刑務所（鹿児島県鹿児島市、現在は同県姶良郡湧水町）に移送。
  - 10月10日 - アメリカ軍機動部隊が沖縄攻撃を開始。出張中の刑務支所長ほか職員2人が行方不明となる[4]。
  - 11月 - 受刑者112人を熊本刑務所（熊本県熊本市中央区）に移送。
- 1945年（昭和20年）
  - 1月4日 - アメリカ軍の攻撃により刑務所が大破。職員、家族、収容者が一団となって艦砲射撃下の移動を始める[5]。
  - 5月 - 沖縄戦により機能停止。最後まで残った微罪の受刑者27人を解放。
- 1946年（昭和21年）5月 - 佐敷村（現在の南城市）に沖縄中央刑務所設置。
- 1950年（昭和25年）8月 - 沖縄刑務所と改称し、戦前の旧沖縄刑務所跡（那覇市楚辺）に移転。
- 1952年（昭和27年）4月 - 琉球政府発足により、法務局の管轄となる。
- 1954年（昭和29年）11月 - 沖縄刑務所暴動が発生する。
- 1972年（昭和47年）5月 - 日本復帰に伴い、法務省の管轄となる。
- 1979年（昭和54年）3月 - 知念村（現在の南城市）に移転。

## 組織
所長の下に2部1課を持つ2部制である。
- 総務部（庶務課、会計課、用度課）
- 処遇部（処遇担当、企画担当）
- 医務課

## 著名な受刑者
- 瀬長亀次郎（政治家）
- 羽賀研二（元タレント）
- 喜納昌吉（歌手）

## 特記事項
- ハブ会

「ハブ会」は沖縄刑務所の沖縄県出身職員で構成される「互助会」であるが、国家公務員法108条の2第5項によって刑事施設において勤務する職員については禁止されている労働組合的活動を行っていた。しかし、1994年に導入された「押しボタンシステム」に反対する活動を行ったことにより、当局によって活動が規制されることになった